# Замок Ансиайнш
Замок Ансиайнш (порт. Castelo de Ansiães) — средневековый замок во фрегезии Селореш поселка Карразеда-ди-Ансьяйнш округа Браганса Португалии. Был построен на гранитном холме в долине реки Дору, на сегодняшний день является частью туристического региона «Южное Дору».

## История
Заселение региона началось в период энеолита. До XI века он находился в руках вестготов, затем римлян и мусульман.
В середине XI века, во время Реконкисты поселок Карразеда-ди-Ансьяйнш входил в состав королевства Леон и получил фуэрос от короля Фердинанда I.
В середине XII века регион перешел под контроль Португалии. Фуэрос Карразеда-ди-Ансьяйнш был подтвержден в 1160 году королём Афонсу Энрикешом (1112—1185), а затем в 1198 году Саншу I (1185—1211), в 1219 году — Афонсу II (1211—1123) и в 1510 году — Мануэлем I (1495—1521). Рост деревни и её регионального значения подтверждает учреждение в ней 1277 году ярмарки по указу Афонсу III (1248—1279). Некоторые авторы утверждают, что значительная часть укреплений деревни была построена во времена правления короля Жуана I (1385—1433).
Здесь родился Лопу Важ де Сампайю, губернатор Кочина (1524—1526) и генерал-губернатор португальской Индии (1526—1529).
Не раньше XVII века фортификации Ансиайнш приобрели окончательный вид, включив в себя так называемый Fortim do Cubo — Квадратный форт — и равелин. Сохранились названия башен крепости: Torre dos Lameiros, da Torre do Sol, da Porta de São Francisco, da Porta de São João, da Porta da Fonte Vedra. Однако менее чем за столетие деревня потеряла своё стратегическое значение и стала приходить в упадок.
Указом 23 июня 1910 года замок Ансайнш был объявлен национальным памятником. В 1960 году начались работы по реставрации крепостных сооружений под эгидой Генерального директората по вопросам национальных зданий и памятников (DGEMN). В настоящее время замок приписан к региональной дирекции Португальского института архитектурного наследия (DRP-IPPAR). При планировке туристического региона «Южное Дору» на реставрацию руин замка было потрачено около 800 000 евро, что позволило в 2006 году провести первую экскурсию по памятнику.

## Архитектура
Замок имеет многоугольную планировку, усилен пятью четырехугольными башнями, две из которых защищают главные ворота Porta de São Salvador. Донжон замка внутри разделен на два этажа, верхний имеет окна. Из построек вдоль крепостных стен сохранилась лишь маленькая церковь Сан-Сальвадор-де-Ансиайнш в романском стиле.
Вне стен замка деревня окружена второй линией стен длиной 600 м, укрепленной тремя квадратными башнями. В общей сложности замок занимает площадь около 9594 га.